# Попель, Антон
Антон Сулима-Попель (пол. Antoni Sulima-Popiel; 13 июня 1865, Щакова (ныне район города Явожно) — 7 июля 1910, Львов) — польский скульптор, педагог. Брат живописца Тадеуша Попеля.
Учился в Кракове в местной школе изящных искусств (1882—1885), позже в Венской академии искусств (1885—1888). С 1888 года жил во Львове и работал преподавателем рисования и скульптуры в Львовской политехнике. Во Львове имел студию, в которой получили определенные навыки моделирования его ученики Казимира Малачинська-Пайздерська, Люна Дрекслер, Михаил Паращук и др. Позже Паращука скульптор привлек к сотрудничеству (в частности при выполнении памятника Адаму Мицкевичу во Львове, изготовлении орнаментального декора при сооружении Музея художественного промысла (1898—1903) и т. д.).
Работал в жанрах мемориальной, монументальной, портретной, иногда религиозной пластики. За двадцать с лишним лет жизни во Львове Антон Попель создал большое количество скульптур, большинство из которых уцелели до нашего времени.
В 1901 году Антона Попеля, как одного из ведущих скульпторов Львова, община города выбрала членом Комитета по строительству церкви св. Елизаветы во Львове. В 1904 году был членом жюри конкурса на проект перестройки усадьбы Скибневських в селе Голозубинцы Хмельницкой области.
В 1902 году Антон Попель по проекту архитектора Владислава Годовського построил для себя виллу по ул. Иссаковича, 6 (ныне — ул. Горбачевского), которая была перестроена в 1930-е гг. В 2013 году вилла разрушена.
Похоронен на Лычаковском кладбище во Львове на поле № 57.

## Галерея

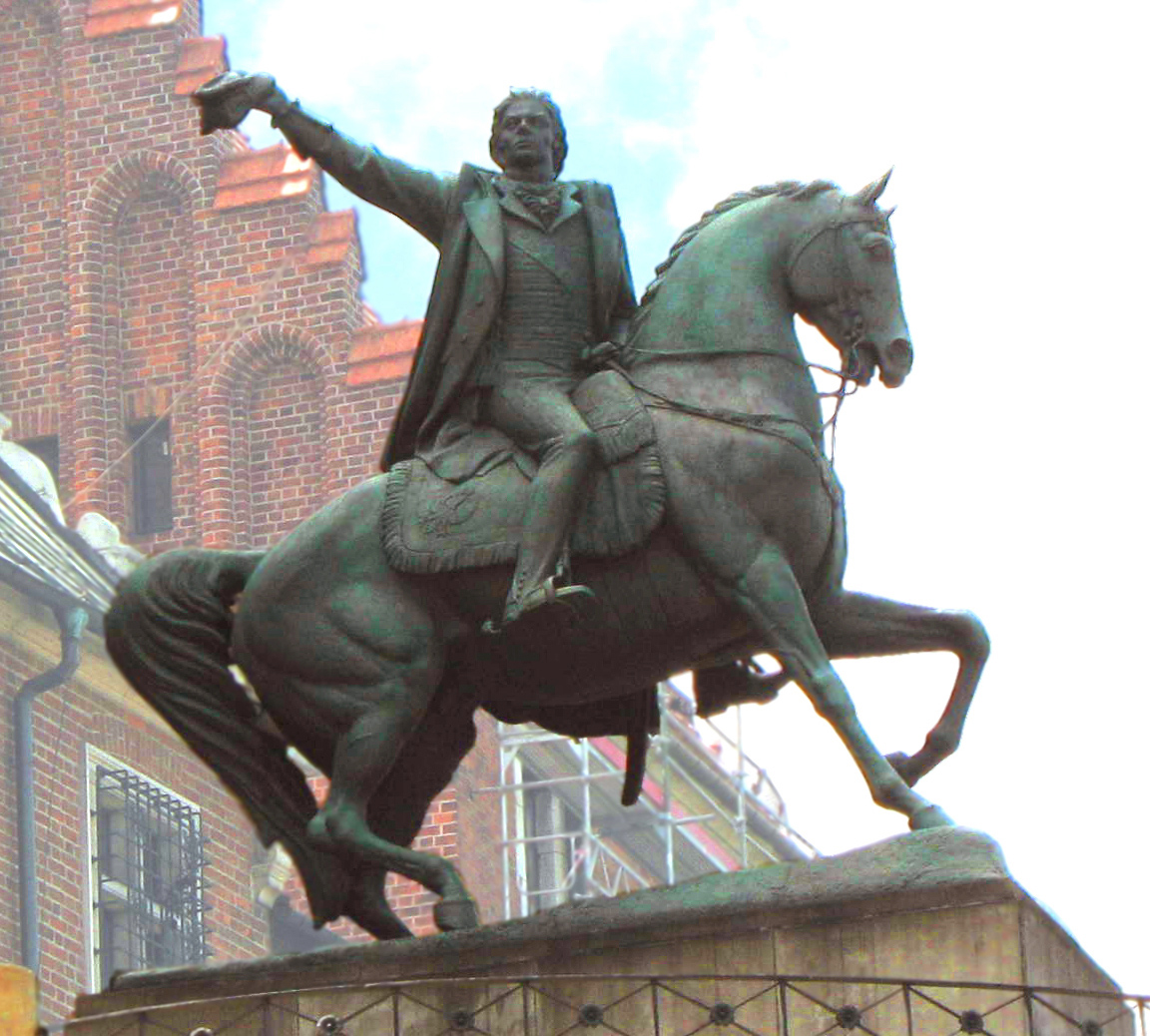
Памятник Тадеушу Костюшко (Вавель)
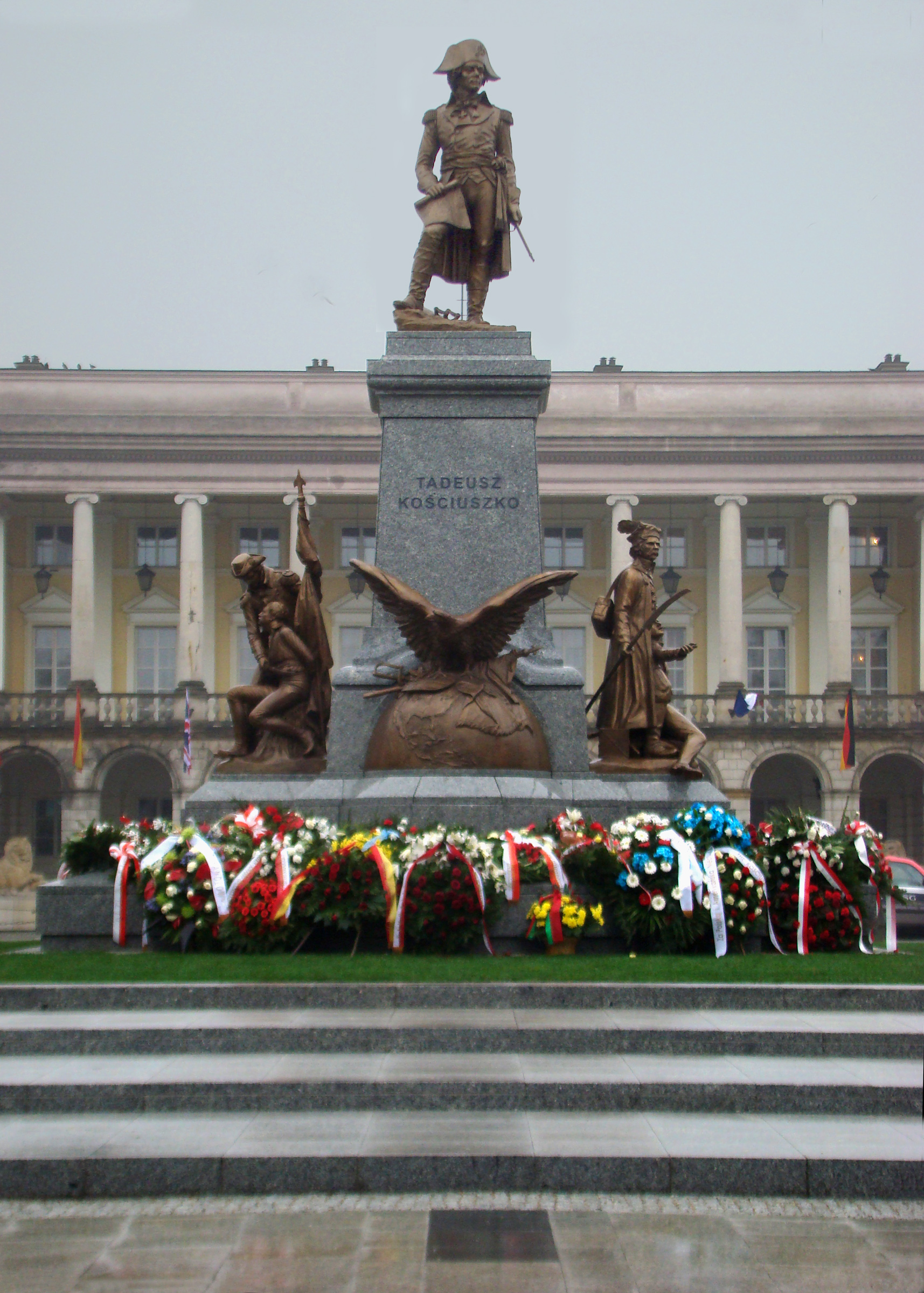
Памятник Тадеушу Костюшко (Варшава)
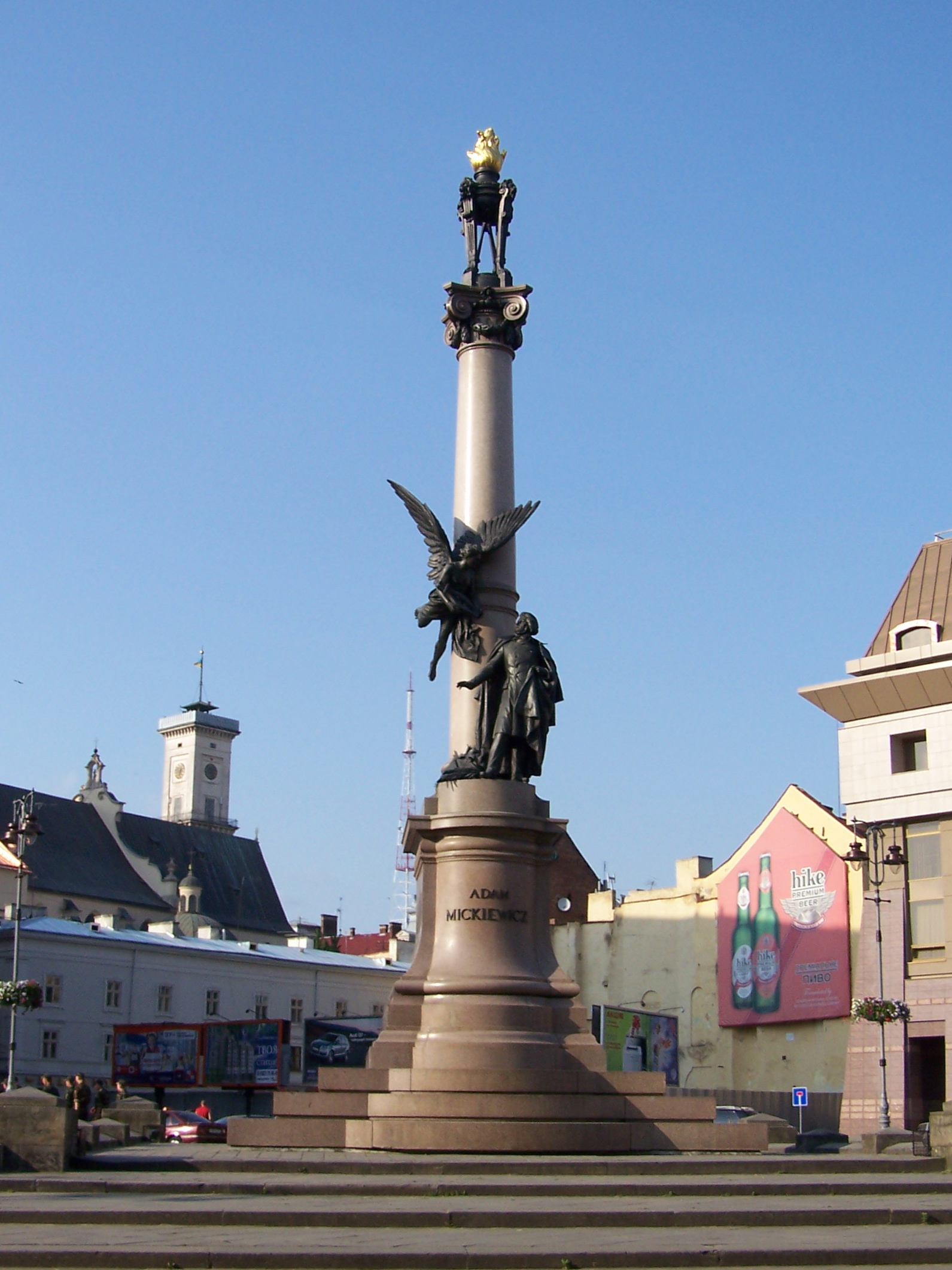
Памятник Адаму Мицкевичу (Львов)
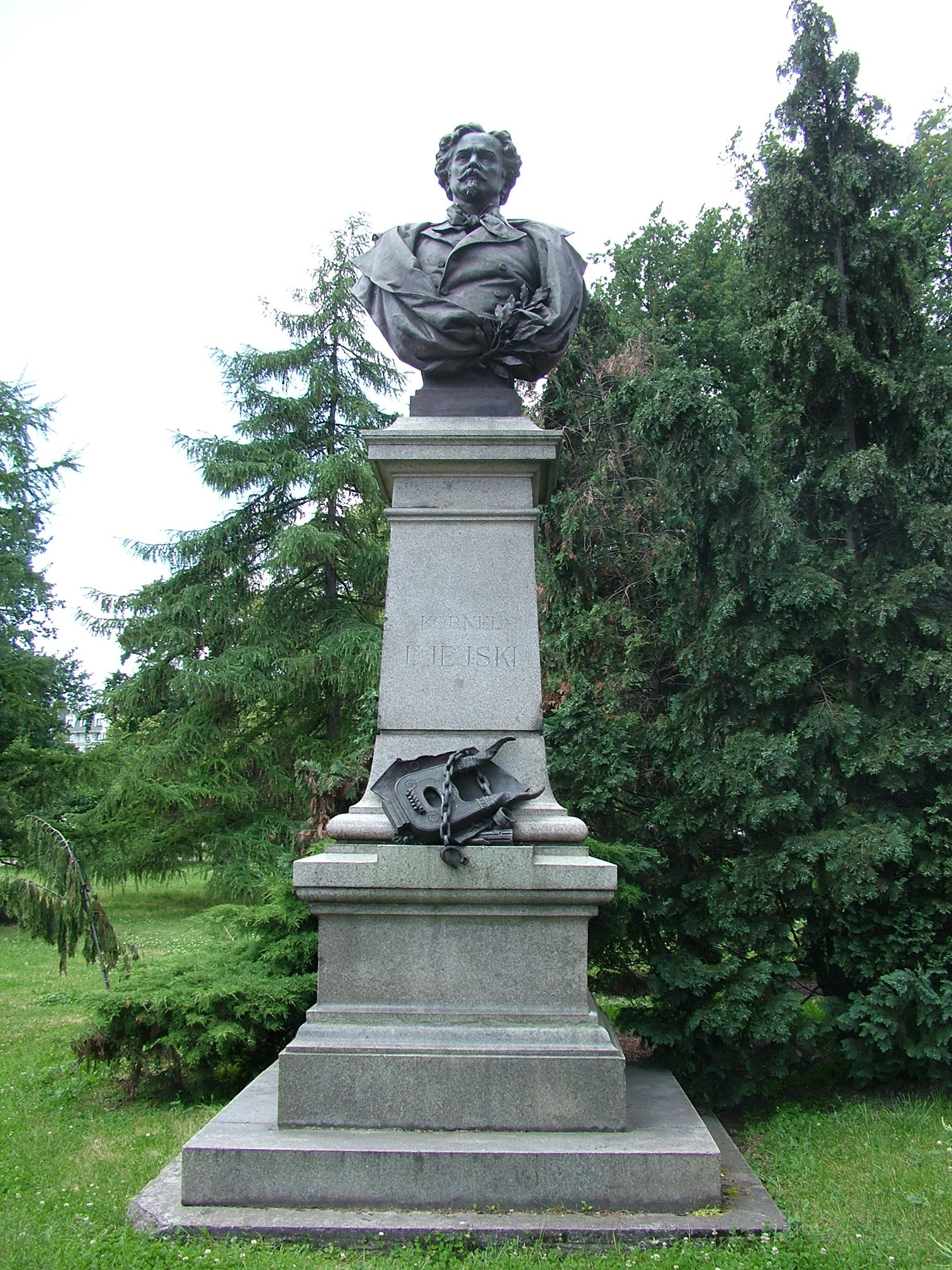
Памятник Корнелю Уейскому
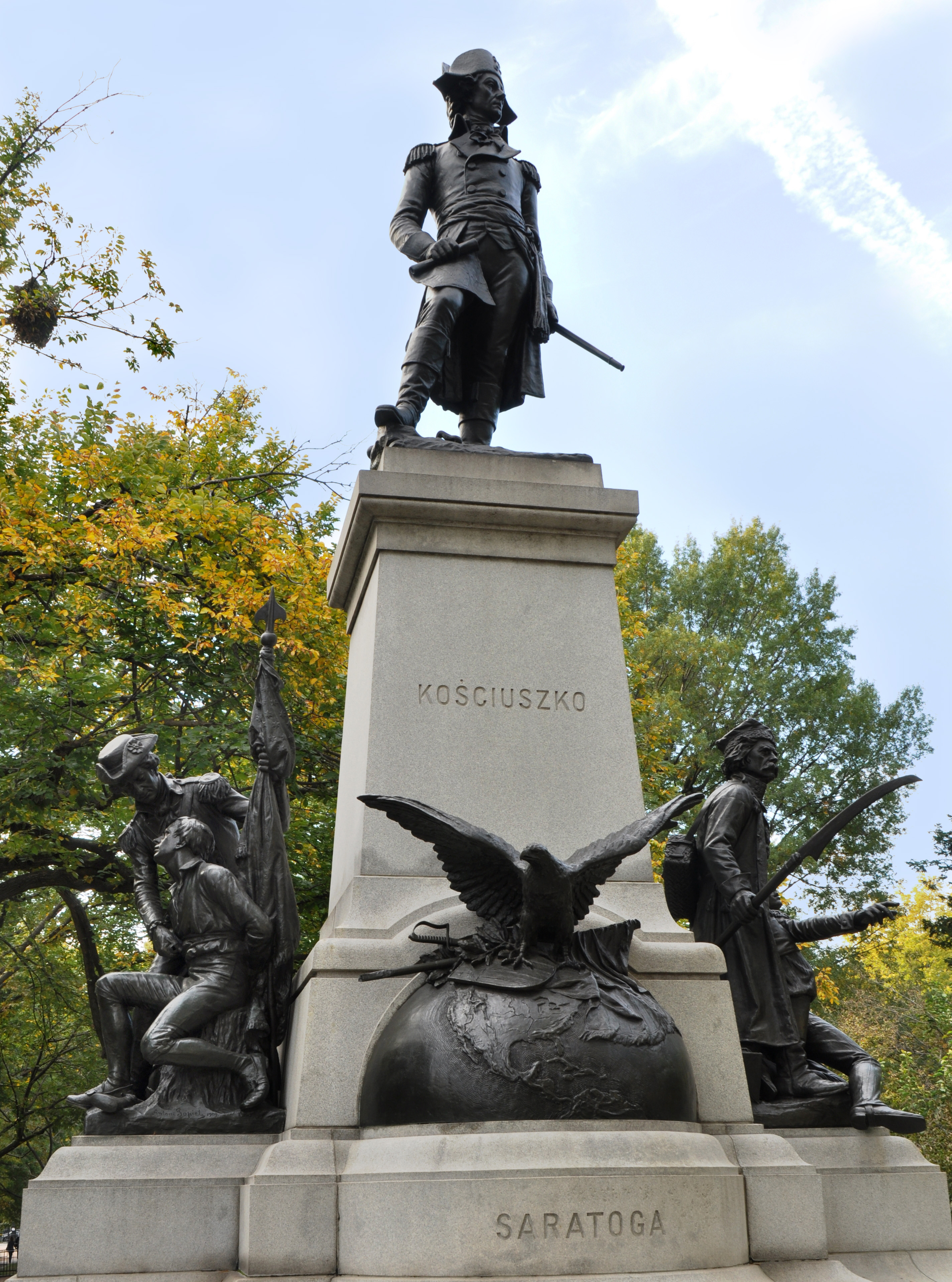
Памятник Тадеушу Костюшко (Вашингтон)